# نوماد
شركة نوماد المحدودة (باليابانية: 有限会社ノーマッド، بالروماجي: Yūgen-gaisha Nōmaddo) هو استوديو رسوم متحركة ياباني، تأسس في يوليو 2003، ويقع مقره في سوغينامي في طوكيو.

## أعمال الاستوديو

### مسلسلات أنمي تلفزيونية
- روزن ميدن (2004)
- روزن ميدن ~ ترومند ~ (2005–2006)
- روزن ميدن أوفيرتير (2006)
- يوزاكورا كوارتيت (2008)
- سجل نشاطات نادي العودة إلى المنزل (2013)
- جاشين تشان دروبكيك (2018– مستمر)
- بونغو ستراي دوغز وان! (2021 بالتعاون مع استوديو بونز)
- كويكيمو (2021)

### أوفا
- أليس جير أيجيس (2021)[1]

## وصلات خارجية
- الموقع الرسمي باللغة اليابانية
- نوماد على موقع ANN company (الإنجليزية)